# Strandabyggð
Strandabyggð (kiejtése: ˈstrantaˌpɪɣθ) önkormányzat Izland Nyugati fjordok régiójában, amely 2006-ban jött létre Hólmavíkurhur és Broddaneshreppur egyesülésével.

## Fordítás
- Ez a szócikk részben vagy egészben  a   Strandabyggð című izlandi Wikipédia-szócikk ezen változatának fordításán alapul.  Az eredeti cikk szerkesztőit annak laptörténete sorolja fel. Ez a jelzés csupán a megfogalmazás eredetét és a szerzői jogokat jelzi, nem szolgál a cikkben szereplő információk forrásmegjelöléseként.